# Kalinik iz Petre
Kalinik (starogrško starogrško Καλλίνικος, Kallínikos) je priimek ali vzdevek Sutorija ali Svetorija (starogrško starogrško Σουητώριος, Souetórios), znanega tudi kot Kalinik iz Petre, starogrškega zgodovinarja, retorika in sofista arabskega porekla, ki je ustvarjal v 3. stoletju, * ni znano, † 273, Kalinik na Evfratu.

## Življenje
Bil je iz ugledne družine iz Arabiae Petraeae ali Sirije. O njegovi družini je znano samo to, da je bil očetov priimek Gaj (Gaius).
Kalinik je spadal med najbolj kulturne osebnosti iz vzhodnega Rimskega cesarstva. Bil je sodobnik in prijatelj rimskega cesarja Galiena (vladal 253-268) in Zenobije, kraljice Palmirskega cesarstva
V času vladavine Galiena in njegovega očeta Valerijana je Kalinik poučeval retoriko v Atenah v Grčiji. Kasneje je sprejel pokroviteljstvo sirske palmirske kraljice Zenobije (vladala pred 258-273). Kalinik se je preselil in živel na Zenobijinem dvoru, najprej v Palmiri in kasneje v Aleksandriji v Egiptu.
Leta 273 je bil Kalinik skupaj z Zenobijinim glavnim svetovalcem in grškim sofistom Kasijem Longinom po ukazu rimskega cesarja Avrelijana usmrčen v Kaliniku na Evfratu (sodobna Raqqa, Sirija). Zenobija se je uprla Rimskemu cesarstvu. Cesar Avrelijan je upor zatrl.

## Delo
Kalinik je napisal več literarnih del, govorov in hvalnic. Med njegova dela spadajo:
- Lupusu: O slabem okusu retorike
- Galienu: Prosfonetikon, pozdravni govor posvečen cesarju
- Kleopatri: Zgodovina Aleksandrije v desetih knjigah, posvečen Kleopatri, ki je bila najverjetneje Zenobija. Kraljica je namreč trdila, da je potomka grške egipčanske kraljice Kleopatre VII.
- O obnovi Rima
- Proti filozofskim sektam

## Sklic
1. ↑  Rome and the Arabs: A Prolegomenon to the Study of Byzantium. str. 22.